# 福克70
福克F70是荷蘭福克公司所研發的最後一款噴射客機，最高可載80人，續航力達1,200英里；最後一架福克F70於1997年交付，之後便停止生產。

## 歷史
鑑於1967年出產福克F28的65席噴射客機漸漸被淘汰，福克公司需要研發一款新式飛機用以取代F28。1992年，福克公司以福克F100為基礎，開發機身較短、並更新航電系統的70－80席噴射客機福克F70，以取代福克F28。福克F70也是採用T型尾翼，而駕駛艙儀器與F100相同，引擎也是採用F100所用的MK.620，推力達13,850磅力。F70於1993年試飛，1994年正式營運，首架接受F70的公司是福特汽車公司，用作公務機使用。其後又設計了加大航程型的F70ER，最大起飛重量提升至92,000磅。
相比其它同類型飛機，福克F70比波音737-500、BAe 146和MD-82更安靜。雖然福克F70是一款成功的設計，但福克公司本身卻因經營不善而陷入嚴重財政困難，在1996年福克的母公司戴姆勒奔馳宇航公司（Daimler Benz Aerospace）宣佈放棄福克，福克公司便宣佈破產，而最後一架F70在1997年4月交付，之後關閉了生產線，由始至終F70只是生產了48架（包括原型機）。
儘管福克公司已經倒閉，在1999年名為Rekkof（倒轉Fokker名稱）嘗試重新啟動生產線，並研發F70NG和F100NG，不過到目前為止仍未能重新啟動其生產線。
荷蘭國王威廉-亞歷山大曾擁有福克70的商業飛行員執照，為維持執照有效性，每個月他會擔任副機師飛行。因福克70退役，他轉訓波音737，后于2017年6月获得波音737的驾驶执照。

## 營運
福克F70最大客戶是荷蘭皇家航空的子公司KLM City hopper，擁有21架福克F70。可是在欠缺原廠商的支援下，許多航空公司已經由其他新設計的飛機取代福克F70。
- 荷蘭航空支線：21架
- 越南航空：2架
- 奧地利飛箭航空：6架
- 法國航空支線：5架
- Malév匈牙利航空：5架

- 肯尼亚共和國：1架
- 福特汽車：2架
- 荷蘭政府：1架

## 性能
- 最大載客量：80人
- 常見載客量：79人
- 最大載重量：8,300 kg
- 最大起飛重量：38,100 kg
- 引擎最大推力：每個13850磅力
- 翼展：28.08米
- 長：30.91米
- 高：8.51米
- 空重：22,673公斤
- 巡航速度：743公里／小時（音速0.75倍）
- 最大航程：1,085海里（2,009公里）
航程加長型：1,840海里（3,407公里）[4]